# Francisco Balagtas

Francisco Balagtas

Francisco Balagtas (* 2. April 1788 in Panginay, Vizekönigreich Neuspanien; † 20. Februar 1862) war ein Poet und Schriftsteller, der auf den damals zu Spanien gehörenden Philippinen lebte. Er ist einer der bedeutendsten Autoren des Tagalog.

## Florante at Laura
Der Originaltitel des Werks lautet: Pinagdaanang Buhay ni  Florante at  ni Laura sa Cahariang Albania, in englischer Übersetzung: The Story of Florante and Laura in the Kingdom of Albania. Die Handlung spielt in einem imaginierten mittelalterlichen Albanien. Helden des Buchs sind der christliche albanische Adlige Florante und sein ebenfalls adliger persischer islamischer Freund Aladin. In dem Buch berichtet Florante von seiner Kindheit, seinen Studienjahren in Athen und den folgenden militärischen Unternehmungen, sie werden mit entsprechenden Erzählungen seines Freundes Aladin kontrastiert. Die Handlung folgt keiner chronologischen Ordnung, die Erzähler blicken, ähnlich wie bei Homer, auf ihr Leben zurück. Die Erzählung besteht aus 399 Vierzeilern, die laut vorgesungen werden. Das Gedicht ist in Tagalog verfasst, um dem Text mehr Würde und Bedeutung zu verleihen, wechselt Balagtas manchmal ins Spanisch. Beispiel für einen Vierzeiler:

“Paalam Albaniang pinamamayanan ng casama, t, lupit, bangis caliluhan, acong tangulan mo, i, cusa mang  pinatay sa iyo, i, mala qui ang panghihinayang.”

„Farewell, Albania,. kingdom now of evil, cruelty, brutishness and deceit! I, your defender, whom you· now murder Nevertheless lament the fate that has befallen you.“

## Weitere Werke
Balagtas, der als William Shakespeare des Tagalog bezeichnet wird, verfasste neben Florante at Laura noch zahlreiche weitere Werke. Zu diesen gehören:
- Orosmán at Zafira, Komödie in vier Teilen
- Don Nuño at Selinda, Komödie in drei Teilen
- Auredato at Astrome, Komödie in drei Teilen
- Clara Belmore, Komödie in drei Teilen
- Abdol at Misereanan, Komödie (Uraufführung in Abucay, 1857)
- Bayaceto at Dorslica, Komödie in drei Teilen (Uraufführung in Udyong, 27. September 1857)
- Alamansor at Rosalinda, Komödie (Uraufführung beim Stadtfest von Udyong)
- La India elegante y el negrito amante,  Einakter
- Nudo gordeano
- Rodolfo at Rosemonda
- Mahomet at Constanza
- Claus, Übersetzung aus dem Lateinischen

### Ehrungen
Seine Geburtsstadt Bigaa wurde später ihm zu Ehren in Balagtas umbenannt. In Manila wurde die Francisco Balagtas Elementary School (FBES) in der Alvarez Street in Santa Cruz in Manila zu seinen Ehren benannt. In Pandacan befindet sich darüber hinaus der Balagtas Park und die Balagtas Plaza, in deren Umgebung die Straßen nach Charakteren aus Florante at Laura benannt sind.